# Tapeinosperma flueckigeri
Tapeinosperma flueckigeri är en viveväxtart som först beskrevs av Ferdinand von Mueller, och fick sitt nu gällande namn av Carl Christian Mez. Tapeinosperma flueckigeri ingår i släktet Tapeinosperma och familjen viveväxter. Inga underarter finns listade i Catalogue of Life.